# Ferdinand von Gall

Ferdinand von Gall (um 1853), betitelt als Intendant des königlichen Hoftheaters zu Stuttgart

Ferdinand Wilhelm Adam Freiherr von Gall (* 13. Oktober 1807 in Battenberg; † 30. November 1872 in Stuttgart) war Intendant der Hoftheater zu Oldenburg und Stuttgart und Geschäftsführer des Deutschen Bühnenvereins.

## Leben
Gall war der jüngste Sohn des großherzoglich-hessischen Landjägermeisters Karl Friedrich Christian Freiherr von Gall (1773–1861) und dessen Ehefrau Marie Henriette geb. Grüter (1777–1841). Bis zum 14. Lebensjahr blieb er im elterlichen Haus in Battenberg, in dem er von einem Hauslehrer und dem Battenberger Pfarrer unterrichtet wurde. Von 1821 bis zum Frühjahr 1824 besuchte er das Gymnasium in Darmstadt und wechselte aufgrund der Versetzung seines Vaters zum Gymnasium in Gießen, wo er 1826 das Abitur bestand.
Danach nahm er das Studium der Rechtswissenschaften an der Gießener Universität auf. Während seines Studiums wurde er 1826 Mitglied der Alten Gießener Burschenschaft Germania. Seine Mitgliedschaft in der durch die Karlsbader Beschlüsse verbotenen Burschenschaft, führte 1826/27 zu seiner Relegation, während Gall in Heidelberg weiterstudierte. Am 6. April 1830 bestand er in Gießen das juristische Examen und wurde Assessor am Hofgericht in Gießen und 1835 Kammerjunker in Oldenburg. Am 7. Juni 1842 wurde Gall zum Intendanten des Großherzoglichen Hoftheaters in Oldenburg ernannt und trat die Nachfolge Ludwig Starklofs an.
Unter seiner Intendanz wurde das Oldenburger Hoftheater in ganz Deutschland bekannt und zum wenn auch nicht unumstrittenen Vorbild. Gall betonte seine Sicht des Theaters als öffentliches Kunstinstitut und strebte eine Anhebung des Niveaus sowie einen angemessenen Platz in der bürgerlichen Gesellschaftsordnung für sein Theater an. Deutlich wird dies durch seine Anweisungen für das Benehmen und Verhalten der Darsteller auf der Bühne, in denen er alles untersagte, was die „feine Sitte“ oder die „scenische Decendenz“ verletzen könnte. Gall setzte außerdem für Engagements auf Lebenszeit, die Einrichtung eines Pensionsfonds und die Anstellung eines Theaterarztes durch. Zusammen mit dem Schriftsteller und Theaterkritiker Adolf Stahr und dem Schriftsteller und Dramaturgen Julius Mosen, den er 1844 nach Oldenburg verpflichtete, eröffnete Gall dem Publikum einen neuen Zugang zum klassischen Drama, indem er die klassischen zusammen mit zeitgenössischen Dramen des Vormärz auf die Bühne brachte und dem Zuschauer die eigene Gegenwart unter dem Aspekt der Geschichte bewusst machte. Gall stieß mit seinen Ideen nicht nur auf Zustimmung. So musste er sowohl seine Stellung in Oldenburg 1846 als auch seine spätere Stellung in Stuttgart 1869 aufgrund von öffentlichen Angriffen und wegen „Presseskandalen“ und Intrigen aufgeben.

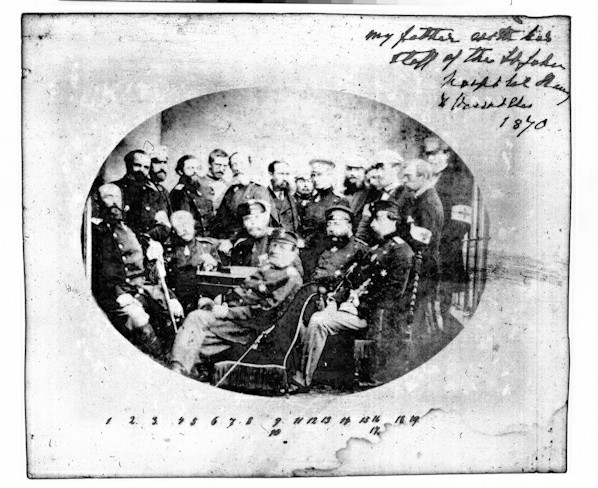
Ferdinand von Gall als Zehnter von Links in einem Foto am Johanniter-Lazarett 1870 bei Stuttgart

Ferdinand von Galls Denkschrift Vorschläge zu einem Deutschen Theater-Cartel aus dem Jahr 1842 sowie seine Vorlesungen Der Bühnen-Vorstand von 1844 legten den Grundstein für den Deutschen Bühnenverein, den er an der Seite von  Karl Theodor von Küstner 1846 auf den Weg brachte. 1852 wurde Gall als Nachfolger von Küstner Vorsitzender des Deutschen Bühnenvereins. Diese Funktion übte er bis 1858 und danach noch einmal kurzzeitig von 1865 bis 1866 aus. Von 1846 bis 1869 war Ferdinand von Gall als Nachfolger von Wilhelm von Taubenheim Intendant des Königlich-Württembergischen Hoftheaters Stuttgart. Hier arbeitete Gall unter anderem mit Giacomo Meyerbeer und Friedrich Kücken zusammen. Seine Darstellung der Pariser Salonkultur zur Zeit der französischen Restauration in Paris und seine Salons findet bis heute kulturhistorische Beachtung. Gall brachte in diesem Werk seine Sympathien für die Französische Revolution zum Ausdruck und argumentierte im Anhang gegen die Franzosenfeindlichkeit vieler Deutscher zu dieser Zeit. Sein weiteres literarisches Werk umfasst ein Bericht über eine Reise im Sommer 1836, die ihn über Dänemark nach Schweden führte. Wegen seiner zahlreichen Ratschläge für Touristen hat das Buch den Charakter eines Reiseführers. Seine Briefsammlung zeigt seine Verbundenheit mit der Literatur der Jungdeutschen Dichtung und seine Neigung zum Liberalismus.
Im Deutsch-Französischen Krieg von 1870/71 leitete er ein Lazarett des Johanniterordens.
Er war Zeremonienmeister Wilhelms I. von Württemberg und wurde 1852 mit dem Ritterkreuz des Ordens der Württembergischen Krone ausgezeichnet.

## Familie
Am 13. Januar 1835 heiratete Gall seine Cousine Leonore von Gall (* Oldenburg 1808, † Kiel 14. Juli 1878), eine Tochter des oldenburgischen Hofmarschalls Friedrich Wilhelm Ludwig von Gall (1770–1839) und dessen erster Ehefrau Eleonore geborene von Linstow. Das Paar hatte vier Kinder:
- Tochter Gerhardine (* 1839, † 1912), heiratete am 21. September 1858 in Stuttgart Sir James C. Harris, Königlich-Großbritannischer Konsul in Nizza. Deren Tochter heiratete Arthur von Eppinghoven, unehelicher Sohn des ersten belgischen Königs Leopold I.
- Tochter Clara lebte zwischen 1844 oder 1847[6] bis 1895[7].
- Zwei weitere Töchter starben 1853 und 1860 jeweils kurz nach der Geburt.[6]

Ferdinand von Gall ist der Urgroßvater des britischen Komponisten und früheren Präsidenten der Performing Rights Society Sir Lennox Berkeley. Er ist der Cousin von Louise von Gall.

## Publikationen
- Der Bühnen Vorstand. Vorlesung gehalten in dem literarisch geselligen Verein zu Oldenburg am 23. Februar 1844. Oldenburg 1844, Digitalisat
- Vorschläge zu einem Deutschen Theater-Cartel. Eine Denkschrift. Oldenburg 1845, Digitalisat
- Reise durch Schweden im Sommer 1836. 2 Bände. Verlag von Wilhelm Kaiser, Bremen 1838. Band 1, Band 2
- Paris und seine Salons. Band I und II, Schulzesche Buchhandlung, Oldenburg 1844 und 1845, Teil 2